# Trichogramma julianoi
Trichogramma julianoi är en stekelart som beskrevs av Platner och Earl R. Oatman 1981. Trichogramma julianoi ingår i släktet Trichogramma och familjen hårstrimsteklar. Inga underarter finns listade i Catalogue of Life.